# Tagliente di riporto

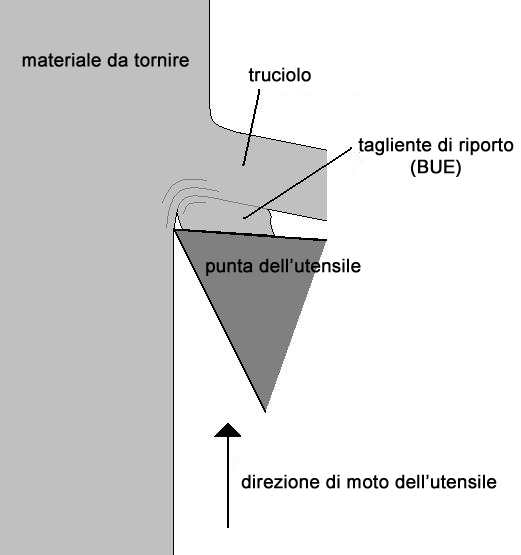
Schema del tagliente di riporto

Il tagliente di riporto (inglese Built up edge, BUE) è un cappuccio formato da strati di materiale in lavorazione sovrapposti, depositati in prossimità del tagliente dell'utensile durante un'operazione di taglio dei metalli.
Durante il taglio dei metalli, e quindi anche nel processo di tornitura, sull'utensile si possono accumulare strati di materiale, a causa delle elevate pressioni e temperature che si vengono a creare tra il truciolo e il petto dell'utensile. Piccole particelle metalliche si saldano al petto dell'utensile e si forma così un caratteristico cappuccio chiamato tagliente di riporto che aumenta di dimensioni man mano che il processo di taglio prosegue, fino a raggiungere dimensioni tali da non essere più stabile e rompersi, per poi tornare a riformarsi.
Il tagliente di riporto si forma sia con truciolo continuo che discontinuo.
Il tagliente di riporto è formato da materiale del pezzo in lavorazione fortemente incrudito (vedi incrudimento) che raggiunge livelli di durezza tali da potersi comportare come un utensile.
Questi si crea in un particolare intervallo di velocità di taglio, che nella tornitura di materiali ferrosi è compreso tra i 35 ed i 75 m/min (vedere meglio tabella con dati sperimentali), quando, nella zona di taglio si creano temperature tali che il materiale in lavorazione tende ad incollarsi sull'utensile. All'aumentare della velocità di taglio aumenta la temperatura nella zona di taglio, ma l'aumento di temperatura fa diminuire la durezza degli strati di materiale in lavorazione, quindi il tagliente di riporto non si può formare poiché sarebbe composto da materiale meno duro di quello in lavorazione.
A velocità di taglio più basse non si raggiungono temperature tali da dare luogo ai fenomeni di adesione e sulla superficie dell'utensile si formano con facilità strati di ossido che hanno un'azione lubrificante ad antiaderente, inoltre, nelle lavorazioni a bassa velocità si tendono ad usare utensili con spoglia più positiva che ha il vantaggio di minimizzare la deformazione del materiale in lavorazione e quindi i fenomeni di incrudimento.
Solitamente i materiali che tendono a formare tagliente di riporto sono i materiali duttili con una spiccata tendenza ad incrudire come ad esempio gli acciai dolci e l'alluminio.
Il tagliente di riporto provoca numerosi inconvenienti alla lavorazione in corso, poiché il tagliente di riporto altera la geometria dell'utensile.
Essi si possono sintetizzare in questo modo:
- l'angolo di spoglia superiore effettivo γ′ risulta minore di quello γ misurabile in sua assenza, può anche diventare negativo: questo porta ad un aumento dello sforzo di taglio e ad un minore raggio di curvatura del truciolo
- la finitura superficiale dei pezzi lavorati peggiora, poiché il tagliente di riporto si comporta come un utensile sfilato che sfrega sulla superficie del pezzo, inoltre, dato che la sua geometria è continuamente variabile, il suo effetto si manifesta nella tornitura come una serie di rigature sulla superficie del pezzo tornito.
- il tagliente di riporto tende ad aumentare fino a rottura e i frammenti che ne conseguono vanno a depositarsi sia sul truciolo che sulla parte lavorata creando delle zone dure
- il tagliente di riporto staccandosi produce delle vibrazioni dannose che peggiorano ulteriormente la finitura superficiale dei pezzi.
- i frammenti del tagliente di riporto, essendo duri, danno luogo a fenomeni di usura abrasiva sul petto dell'utensile.
- il tagliente di riporto, staccandosi dà luogo a fenomeni di usura adesiva, potendo portare via con sé strati del materiale dell'utensile.

La formazione del tagliente di riporto, se stabile, comporta anche un vantaggio: protegge il tagliente e il petto dell'utensile dall'usura, comportando un aumento della loro durata.
La formazione del tagliente di riporto si evita impiegando nelle operazioni di taglio degli appropriati oli antiaderenti e lubrificanti, taglienti con caratteristiche chimiche poco affini al materiale del pezzo per evitare fenomeni di adesione (es, inserti in ceramica per la lavorazione di metalli), lavorando a una velocità di taglio superiore a un certo limite, usando, quando possibile, angoli di spoglia superiore elevati al fine di ridurre la deformazione e quindi l'incrudimento del materiale.